# Marc Juni Silà (pretor)
Marc Juni Silà (en llatí Marcus Junius Silanus) va ser un magistrat romà al que els habitants de Neàpolis van posar al front de la ciutat en la Segona Guerra Púnica (216 aC) en la defensa contra Hanníbal. Formava part de la gens Júnia i portava el cognomen de Silà.
L'any 212 aC va ser pretor i va obtenir Etrúria com a província on principalment va recollir gra. L'any 210 aC va acompanyar a Publi Corneli Escipió Africà Major a Hispània i va servir amb distinció, especialment en una victòria sobre Hannó i Magó Barca a Celtibèria l'any 207 aC. Escipió li va deixar el comandament avançat el 207 aC quan va sortir d'Hispània, fins a l'arribada del seu successor, comandament en el que va substituir a Gai Claudi Neró
Va acabar el seu mandat i va exercir altres càrrecs fins que el 196 aC va morir en una batalla lliurada contra els gals bois, a les ordes del cònsol Marc Claudi Marcel.